# Liste der denkmalgeschützten Objekte in Schwarzach im Pongau
Die Liste der denkmalgeschützten Objekte in Schwarzach im Pongau enthält die 9 denkmalgeschützten, unbeweglichen Objekte der Gemeinde Schwarzach im Pongau.

## Denkmäler
| Foto |                 | Denkmal | Standort                                                  | Beschreibung | Metadaten |
| ---- | --------------- | --- | --------------------------------------------------------- | --- | --- |
| ja   | Datei hochladen | Kriegerdenkmal HERIS-ID: 27970 Objekt-ID: 24519                                                                               | Kardinal Schwarzenbergplatz 1 Standort KG: Schwarzach I   | Das Kriegerdenkmal nahe der Bundesstraße stammt aus dem Jahr 1955. | BDA-Hist.: Q37916967 Status: § 2a Stand der BDA-Liste: 2025-06-30 Name: Kriegerdenkmal GstNr.: 2018 |
| ja   | Datei hochladen | Ehem. Missionshaus HERIS-ID: 27968 Objekt-ID: 24517                                                                           | Kardinal Schwarzenbergplatz 2 Standort KG: Schwarzach I   | 1741–1839 Missionshaus der Benediktiner der Universität Salzburg. 1844 Ansiedlung der Barmherzigen Schwestern (Töchter der Christlichen Liebe) vom hl. Vinzenz von Paul (in Schwarzach, 1863 Mutterhaus in Salzburg-Mülln). Heute Sitz der Betriebsgesellschaft des Krankenhauses der Vizentinen. | BDA-Hist.: Q37916927 Status: § 2a Stand der BDA-Liste: 2025-06-30 Name: Ehem. Missionshaus GstNr.: .105/1 Ehemaliges Missionshaus Schwarzach                                                                                     |
| ja   | Datei hochladen | Denkmal für Friedrich Fürst Schwarzenberg HERIS-ID: 27969 Objekt-ID: 24518                                                    | bei Kard. Schwarzenbergstraße 3 Standort KG: Schwarzach I | Die Büste des Erzbischofs Friedrich zu Schwarzenberg ruht auf einem Sockel mit zwei Aufsätzen und zwei Brunnenschalen. | BDA-Hist.: Q37916948 Status: § 2a Stand der BDA-Liste: 2025-06-30 Name: Denkmal für Friedrich Fürst Schwarzenberg GstNr.: 1383/1                                                                                                 |
| ja   | Datei hochladen | Bauernhaus, Urfahrgut HERIS-ID: 27967 Objekt-ID: 24516                                                                        | Urfahr 2 Standort KG: Schwarzach I                        | | BDA-Hist.: Q37916906 Status: § 2a Stand der BDA-Liste: 2025-06-30 Name: Bauernhaus, Urfahrgut GstNr.: .237 |
| ja   | Datei hochladen | Schloss Schernberg HERIS-ID: 27978 Objekt-ID: 24528                                                                           | Schernberg 1 Standort KG: Schwarzach I                    | Burg Schernberg 1193 urkundlich, bis 1550 zum Schloss umgebaut. 1845 von Fürsterzbischof Friedrich von Schwarzenberg gekauft, zuerst Brauerei, dann ab 1850 Kranken- und Versorgungsanstalt unter Obhut der Barmherzigen Schwestern (Töchter der Christlichen Liebe) vom hl. Vinzenz von Paul. Heute Behinderteneinrichtung St. Vinzenz-Heim der Vizentinen.                                                                                                  | BDA-Hist.: Q913372 Status: § 2a Stand der BDA-Liste: 2025-06-30 Name: Schloss Schernberg GstNr.: .47/1 Schloss Schernberg |
| ja   | Datei hochladen | Friedhofskapelle und -mauer HERIS-ID: 27965 Objekt-ID: 24514                                                                  | St. Veiterstraße 5 Standort KG: Schwarzach I              | Der Friedhof erstreckt sich nördlich der Pfarrkirche in ausgeprägter Hanglage. Die Kapelle ist ein spätbarocker Bau mit Satteldach und kleinem Dachreiter. | BDA-Hist.: Q37916865 Status: § 2a Stand der BDA-Liste: 2025-06-30 Name: Friedhofskapelle und -mauer GstNr.: .5, 1424 Cemetery chapel, Schwarzach im Pongau                                                                       |
| ja   | Datei hochladen | Kath. Pfarrkirche, Vikariatskirche, Spitalskaplaneikirche zur unbefleckten Empfängnis Mariae HERIS-ID: 27964 Objekt-ID: 24513 | St. Veiterstraße 6 Standort KG: Schwarzach I              | Die Pfarrkirche wurde 1736 im Stil des Frührokoko erbaut. Das einschiffige Gebäude weist eine vorschwingende Westfassade und einem Turm an der Chorostseite auf. Nach einem Brand im Jahr 1981 wurde sie nach Plänen von Clemens Holzmeister wieder errichtet und erhielt an ihrer Südseite einen zweigeschoßigen Erweiterungsbau. Die barocke Innenausstattung (Säulenhochaltar, Seitenaltäre, Kanzel) musste nach dem Brand restauriert und ergänzt werden. | BDA-Hist.: Q37916843 Status: § 2a Stand der BDA-Liste: 2025-06-30 Name: Kath. Pfarrkirche, Vikariatskirche, Spitalskaplaneikirche zur unbefleckten Empfängnis Mariae GstNr.: .107/1 Spitalskaplaneikirche (Schwarzach im Pongau) |
| ja   | Datei hochladen | Kruzifix/Kreuz HERIS-ID: 27993 Objekt-ID: 24543                                                                               | bei Schloss-Schernbergstraße 16 Standort KG: Schwarzach I | | BDA-Hist.: Q37917160 Status: § 2a Stand der BDA-Liste: 2025-06-30 Name: Kruzifix/Kreuz GstNr.: 1844/1 |
| ja   | Datei hochladen | Eisenzeitlich-römerzeitliche Höhensiedlung Alte Passstelle HERIS-ID: 257189seit 2024                                          | Standort KG: Schwarzach I                                 | | BDA-Hist.: Q126122380 Status: Bescheid Stand der BDA-Liste: 2025-06-30 Name: Eisenzeitlich-römerzeitliche Höhensiedlung Alte Passstelle GstNr.: 1586/1 , 1586/2 , 1586/3 , 1587                                                  |